# Nefteyugansk
Nefteyugansk (tiếng Nga: Нефтеюганск) là một thành phố Nga. Thành phố này thuộc chủ thể Khu tự trị Khanty-Mansi. Thành phố có dân số 107.830 người (theo điều tra dân số năm 2002). Đây là thành phố lớn thứ 147 của Nga theo dân số năm 2002.

## Khí hậu
Nefteyugansk có khí hậu cận Bắc Cực (phân loại khí hậu Köppen Dfc), với mùa đông dài và rất lạnh trong khi mùa hè ngắn và ấm. 
| Tháng                             | 1        | 2        | 3       | 4       | 5       | 6       | 7       | 8       | 9       | 10      | 11       | 12       | Năm     |
| --------------------------------- | -------- | -------- | ------- | ------- | ------- | ------- | ------- | ------- | ------- | ------- | -------- | -------- | ------- |
| Trung bình ngày tối đa °C (°F)    | −18 (0)  | −15 (5)  | −6 (21) | 1 (34)  | 10 (50) | 18 (64) | 22 (72) | 18 (64) | 10 (50) | 2 (36)  | −10 (14) | −15 (5)  | 1 (35)  |
| Tối thiểu trung bình ngày °C (°F) | −23 (−9) | −21 (−6) | −14 (7) | −7 (19) | 2 (36)  | 10 (50) | 14 (57) | 11 (52) | 5 (41)  | −2 (28) | −14 (7)  | −20 (−4) | −5 (23) |
| Nguồn: MSN Weather                |          |          |         |         |         |         |         |         |         |         |          |          |         |

## Địa vị hành chính
Trong khuôn khổ các đơn vị hành chính, Nefteyugansk được hợp nhất thành thành phố trực thuộc khu tự trị Nefteyugansk, một đơn vị hành chính có địa vị ngang bằng với các huyện. Là một đơn vị đô thị, thành phố trực thuộc khu tự trị Nefteyugansk được hợp thành Okrug đô thị Nefteyugansk.

## Giao thông
Tuyến đường cao tốc liên bang R404 chạy qua Nefteyugansk. Thành phố được phục vụ bởi sân bay Nefteyugansk cho đến năm 2005.

## Thành phố kết nghĩa
Nefteyugansk kết nghĩa với:
- Anklam, Đức
- Târgovişte, Romania[6]